# Tillandsia lepidosepala
Tillandsia lepidosepala är en gräsväxtart som beskrevs av Lyman Bradford Smith. Tillandsia lepidosepala ingår i släktet Tillandsia och familjen Bromeliaceae. Inga underarter finns listade i Catalogue of Life.